# Аби-ешу
Аби-ешу (Абиши, Эбишум, Аби-эшух) — царь Вавилона, правивший приблизительно в 1712—1684 годах до н. э., из I Вавилонской (аморейской) династии.

## Биография
Сын и преемник царя Самсу-илуны. 
Несмотря на то, что он носил пышные титулы: «потомок Суму-ла-Эля, наследник Самсу-илуны, вечное семя царства, могущественный царь, царь Вавилона, царь земли Шумера и Аккада, царь, который создал четыре стороны света», положение царства Вавилон, сильно пошатнувшееся в правление его отца, оставалось тяжёлым.
В самом начале его правления, видимо, воспользовавшись смертью Самсу-илуны, эламский царь Кутир-Наххунте I напал на Месопотамию, где захватил 30 городов и вывез в Сузы богатую добычу, в частности статую месопотамской богини плодородия и победы Нанайи. В Месопотамию её вернул только ассирийский царь Ашшурбанапал через много лет в 646 до н. э.
Вообще о времени правления Аби-ешу мало что известно. Список его датировочных формул, почти единственный источник сведений о его правлении, сообщает об очистке и обновлении каналов и сооружении на них новых городков, об обычных дарениях в храмы, провозглашении «справедливости» (отмены долгов и недоимок) и так далее. Видно, что Аби-ешу был очень озабочен накапливающимися недоимками по налогам и поборам, приводящим к обнищанию населения и упадку хозяйства; актам «справедливости» у него посвящены три датировочные формулы. Любопытная черта: ещё Самсу-илуна ввёл обычай датировать годы по такому «событию», как установление его собственной статуи в том или ином храме; в правление Аби-ешу так датированы 5 лет из 28. Списки датировочных формул становятся всё менее содержательными, зато сами формулы — все более пышными и хвастливыми. Всё это является верным признаком деградации царствования.
Две копии строительной надписи посвящены его строительной деятельности в Лухайя, городе, основанном Хаммурапи на Арахтумском канале к северу от Вавилона. О строительстве в этом городе говорит и одна из датировочных формул Аби-ешу. Существует единственная надпись, найденная на ониксовом глазном камне, посвященном богине Нингаль.
Аби-ешу продолжал вести войну с царём Приморья Илиманом, находящимся в союзе с Эламом, но безрезультатно. Хроники ранних царей (ABC 20) так описывают это событие:

«Аби-ешу, сын Самсу-илуны отправился покорять Илимана. Он решил запрудить Тигр плотиной. Он запрудил Тигр, но не захватил Илимана».
Упоминается также война с касситами, а также разгром армии Эшнунны и пленение её царя Ахушинуа. Но совершенно не возможно указать на какую территорию распространялась власть Аби-ешу.
Правил Аби-ешу 28 лет.

## Список датировочных формул Аби-ешу
|     | |
| a   | Год, когда царь Аби-ешу по велению [и] великой силой Мардука, [установил справедливость своему народу] CT 4 15b 3f mu a-bi-e-szu-uh lugal-e du11-du11-ga a2 mah dmarduk-ke4 … |
| b   | Год, в котором царь Аби-ешу, любимый пастырь, на которого взирают Ану (шум. Ан) и Энлиль в землях Шумера и Аккада, привёл в порядок пути своего народа, вложил дружественные и добрые слова в землю Шумера, установил закон и порядок и обеспечил стране хорошие времена Tell ed-Der 1970, p 215 234; VS 22,10,12'-16' mu a-bi-e-szu-uh lugal-e sipa ki-ag2 an den-lil2-bi-da-ke4 ki-en-gi ki-uri-sze3 igi zi in-szi-in-bar-re-esz-a gir3 un-ga2-ke4 si bi2-in-sa2-a …-silim inim du10-ga kalam-ma bi2-in-ga2-gar-ra ni3-gi ni3-si-sa2 ba-an-gal2-la su kalam-ma bi2-in-du10-ga или mu sza a-bi-e-szu-uh szar-rum re'um sza anum u3 den-lil2 i-na i-nim ma-gi-ri-im u3 i-na ma-at szu-me-ri-im u3 ak-ka-di-im ki-ni-isz ip-pa-al-su-szu-nu-ma sze-ep ni-szi usz-te-sze-ru tyu-ba-tam u3 sa-li-ma-am tya-ba-am a-na ma-tim isz-ku-nu ki-it-tam u3 mi-sza-ra-am u2-sza-ab-szu-ma szi-ir ma-ti-szu u2-tyi-ib-bu |
| c   | a Год, после года, когда пастырь, любимый Ану и Энлилем King, Letters n. 17; BM 81637 mu gibil / us2-sa egir sipa ki-ag2 an den-lil2-la2 / den-lil2-bi-ta b Год, после года, когда царь Аби-ешу, любимый пастырь Ану и Энлиля JCS 5 94; MLC 1726; BM 17074 mu gibil / mu us2-sa egir sipa ki-ag2 an den-lil2-la2 |
| d   | Год, когда царь Аби-ешу ведомый свыше Ану и Энлилем, и с великой силой Мардука [покорил] войско касситов CT 8 1c; BM 16998 mu a-bi-e-szu-uh lugal-e inim mah an den-lil2-bi-da-ke4 usu gal-gal dmarduk-bi-da-ke4 ugnim / eren2 ka-asz2-szu-u2-um |
| e   | Год, в котором царь Аби-ешу сделал для Уту и Шенирды великолепное приподнятое кресло, ложе, стол и золотую статую, подобающую его светлости MAH 16180; BM 96956, 96980; Ungnad 1938 185 mu a-bi-e-szu-uh lugal-e giszasz-te bara2-zag us2-sa-ak-ke4-ne i3-mah-esz-am3 giszna2 ba-gam2-gam2 gisz-e-ne-a u3 alan-a-ni ku3-sig17-ga-ke4 nam-en-na-ni ib2-te-ta dutu dsze3-ri5-da-ra mu-un-na-an-dim2-ma или mu a-bi-e-szu-uh lugal-e giszasz-te bara2-zag sub-sub-be2 i3-mah-a ba-gam2-gam2 gisz-e-ne-a u3 alan-a-ni ku3-sig17-ga-ke4 nam-en-na-ni ib2-te-ta dutu dsze3-ri5-da-ra mu-un-na-an-dim2-ma |
| f   | Год, когда … LIH 102 III 4 mu i-x … |
| g   | a Год, когда царь Аби-ешу [сделал] великолепное шита-оружие, блистающее красным золотом, для Мардука / для Ану и Энлиля Sollberger, JCS 5,80,47-49, MAH 15970 mu a-bi-e-szu-uh lugal-e szita2 mah dmarduk-ke4 / an den-lil2-la2-kam ku3-sig17 husz gun3-gun3-a b Год, когда царь Аби-ешу [сделал] блистающее статуи YBC 4374 mu a-bi-e-szu-uh lugal-e alan gun3-gun3 |
| h   | Год, в котором царь Аби-ешу построил в Вавилоне Экишнугаль, храм выбранный Нанной в своём сердце TCL 1 147; CT 47 69 mu a-bi-e-szu-uh lugal-e e2-kisz-nu-gal / e2-kisz-nu-gal2 e2-dnanna-kam / e2 sza3-gi pad3-da dnanna-kam ka2-dingir-raki-a mu-un-du3-a |
| i   | Год, в котором царь Аби-ешу … вырыл канал от Тигра [названный] «Ров Абиешу» BE 6.1 72, 73 mu a-bi-e-szu-uh lugal-e …-…-ba id2-zubi / id2-idigna a-bi-e-szu-uh-a / a-bi-e-szu-uh-ke4 mi-ni-in-dun-na |
| k   | Год, когда царь Аби-ешу [сделал] пьедесталы из золота и серебра BE 6.1 72; BM 16930, 80265 mu a-bi-e-szu-uh lugal-e bara2-bara2-a ku3-sig17-ga-ke4 ku3-babbar-ra-bi-da-ke4 |
| l   | Год, когда царь Аби-ешу [изъял] Абнатум … гордость гор YBC 6790; BM 22519, 79817 mu a-bi-e-szu-uh lugal-e ad-na-tum-maki ul husz-a sukud-ra2 kur hur-sag-ga2-ka |
| m   | Год, в котором царь Аби-ешу построил Дур-Абиешу-шаррум («Крепость царя Абиешу») с высокими городскими воротами, на берегу Тигра CT 8 27a mu a-bi-e-szu-uh lugal-e bad3-da a-bi-e-szu-uh-a-ke4 lugal-e ugu abul gu2 id2-idigna bi2-in-du3-a |
| n   | Год, в котором царь Аби-ешу посвятил Нанна, господину ему доверяющему, большой эмблемы из серебра и золота CT 8 1b; BM 16937; Sollberger; JCS 5,87a 13-16 mu a-bi-e-szu-uh lugal-e dnanna en gizkim-ti-la-ni-sze3 szu-nir gal-gal-la ku3-sig17 ku3-babbar-a a mu-un-na-ru-a |
| o   | Год, в котором царь Аби-ешу, благодаря великой силе Мардука, запрудил Тигр CT 8 33a mu a-bi-e-szu-uh lugal-e usu mah dmarduk-ka-ta id2-idigna gisz bi2-in-kesz2-da |
| o+1 | Год после года, когда [Аби-ешу] запрудил Тигр BM 78345 mu gibil sza egir id2-idigna gisz bi2-in-kesz2-da |
| pa  | Год, когда царь Аби-ешу сделал статую Энтены, соразмерной его божеству и принесли её в [храм] Экишнугаль и покровительствующие божество в серебре … BM 79936 mu a-bi-e-szu-uh lugal-e alan den-te-na-a alan nam-szul-la-ka e2-kisz-nu-gal2-sze3 i-ni-in-ku4-ra u3 dingir-lamma dingir-[lamma] ku3-babbar … |
| pb  | Год, когда царь Аби-ешу сделал статую Энтены, соразмерной его божеству и принесли её в [храм] Экишнугаль MAH 16216, 16220, BM 16531, 16532 mu a-bi-e-szu-uh lugal-e alan den-te-na-a nam-dingir-ra-ni-sze3 ba-ab-du7-a e2-kisz-nu-gal2-sze3 i-ni-in-ku4-ra |
| q*  | Год, после года, когда [царь Аби-ешу сделал] статую Энтены ARN 170 Rs. 8 mu gibil / egir alan den-t[e-na] |
| q   | Год, когда царь Аби-ешу [сделал] большие статуи в молитвенной позе / статуи из золота и серебра CT 6 38a; Sollberger, JCS 5,79b 10f. mu a-bi-e-szu-uh lugal-e alan gal-gal-la szu mu2-mu2 / alan ku3-sig17 ku3-babbar |
| r   | Год, в котором царь Аби-ешу, с великой мудростью [данной ему] Мардуком, вырыл «Канал Абиешу» BE 6.1 77 mu a-bi-e-szu-uh lugal-e sag-du3-du3 gu-la dmarduk-ke4 id2-a-bi-e-szu-uh mu-un-ba-al-la2 |
| s   | Год, когда смиренный князь, послушный Шамашу, с великой силой Мардука / Адада, освободил свою страну от долгов MAH 15983, BM 16541 mu nun sun5-na lu2 dutu-ke4 gisz in-na-an-tuk-tuk-a usu gal dmarduk-ke4 / diszkur-ke4 ur5-tuk / ur5-kin kalam-ma-ni-ta szu bi2-in-du8-a |
| t   | Год, когда царь Аби-ешу, обладая совершенной властью Нанны, сделал для армии Страны солнечные диски из ляпис-лазури, большие эмблемы и золотую статую, олицетворяющую божественные силы его княжества, и принёс их в [храм] Эбаббар BE 6.1 68, BM 16937, Goetze, JCS 2,111:23 Rs. 3'-6' mu a-bi-e-szu-uh lugal-e usu sza3-asz-sza4 dnanna-ka eren2 kalam-ma-sze3 asz-me na4za-gin3-na szu-nir gal-gal-la u3 alan ku3-sig17-ga me-gim nam-nun-na-sze3 e2-babbar-ra i-ni-in-ku4-ra |
| u   | Год, когда царь Аби-ешу [сделал] статуи для Мардука и Царпанит YOS 13,491,22f.?; MAH 15890 mu a-bi-e-szu-uh lugal-e alan dmarduk dzar-pa-ni-tum-bi-da-ke4 … sza3 … |
| v   | Год, когда царь Аби-ешу построил город Лухайя на берегу канала Арахтум TCL 1 148, BM 16947; VS 18,23,29-31 mu a-bi-e-szu-uh lugal-e urulu-ha-jaki gu2 id2-a-ra-ah-tum-ka mu-un-du3-a |
| w   | Год, когда царь Аби-ешу сделал для своего княжества статую [представляющую] Аби-ешу устанавливающего справедливость BE 6.2 93 mu a-bi-e-szu-uh lugal-e alan ni3-si-sa2-ka ki-gar-ra a-bi-e-szu-uh nam-nun-sze3 mu-un-dim2-ma |
| x   | Год, когда царь Аби-ешу преподнёс свою статую, [представляющую его] молящимся перед Шамашем, в зиккурат [храма] Эбаббар BE 6.2 97, BM 79882 mu a-bi-e-szu-uh lugal-e alan-a-ni szud3-de3 ab-be2-a sza3 u6-nir e2-babbar-ra-sze3 igi dutu-sze3 i-ni-ku4-ra |
| y   | Год, когда царь Аби-ешу, по просьбе Нанна и Мардука, сделал для них шита-оружие BE 6/II 92 mu a-bi-e-szu-uh lugal-e dnanna dmarduk-bi-da-ke4 inim in-ne-en-du11-du11-ga sza mu-un-… szita2 … … |
| aa1 | Год, когда (царь Аби-ешу) сделал сверкающие молнии, украшенные золотом и серебром … [для Адада] Вавилонского YOS 13 384 mu nim-gir2 nim-gir2-a ku3-sig17-ga-ke4 ku3-babbar szu-du7-a-ke4 … ka2-dingir-raki-ma-ka … bi2-szi-in-dim2-ma |
| aa2 | Год, когда царь Аби-ешу вновь сделал сверкающие молнии, украшенные золотом и серебром для Адада Вавилонского … JCS 5 94, MLC 259, YOS 13 372, 384, BM 78196 mu a-bi-e-szu-uh lugal-e nim-gir2 nim-gir2-a ku3-sig17 ku3-babbar-bi-da-ke4 diszkur ka2-dingir-raki-ma-ka gi4-bi-a-ke4 bi2-szi-in-dim2-ma |
| bb1 | Год, когда царь Аби-ешу [сотворенный для] бога Сина, его отца, который назначил его пастырем своего царства … YBC 4320, BM 79900 mu a-bi-e-szu-uh lugal-e den.zu dingir sag-du3-ga-ni-im sipa nam-lugal-la-ka-ni sag-gan2-na igi bi2-ib2-gi-na szu mu-un-na-du? |
| bb2 | Год, когда [царь Аби-ешу] сотворенный для бога Сина … RlA 2 187, 210 mu den.zu dingir sag-kal?-bi-ta … gag la … bi2-ib2-gi-esz-a |
| 28  | Год, когда царь Аби-ешу принёс в храм Экишнугаль, Экимах Нанны, статую [изображающую его] держащим на груди жертвенного агнца и свершающего правосудие BE 6.1 75); CT 8 38c mu a-bi-e-szu-uh lugal-e urudualan-a-ni masz2 kadra-a gaba-ba in-na-an-dib2-ba-am3 / bi2-in-gar-ra u3 urudualan-a-ni gidru ni3-si-sa2 szu an-du7-a ba-dim2-ke4 sza3 e2-kisz-nu-gal2-sze3 e2-ki-mah dnanna-kam i-ni-in-ku4-ra |
| A   | Год, когда царь Аби-ешу, почтительный господин, любимец Ана и Энлиля JCS 5 79a mu a-bi-e-szu-uh lugal-e nun ni2-tuku sze-ga an den-lil2-la2-kam |
| B   | Год, когда царь Аби-ешу [преподнёс] свою статую [представляющию его] героем в Эсагилу AoF 11, 100 mu a-bi-e-szu-uh lugal-e alan nam-ur-sag-ga2-ni e2-sag-il2-la |
| Ca  | Год, когда царь Аби-ешу, с праведной властью Мардука, победил в мощной битве армию земли Эшнунна … BM 97187 mu a-bi-e-szu-uh lugal-e usu sza3-asz-sza4 dmarduk-ka eren2 kalam esz3-nun-naki ki-in-du sza?-szi-il-ki-ka-ta me3 nam-dugud-ba in-ne-szub-be2 |
| Cb  | Год, когда царь Аби-ешу разгромил в мощной битве войско земли Эшнунна и взяли в плен Ахушинуa, царя Эшнунны BM 79898 mu a-bi-e-szu-uh lugal-e eren2 kalam asz2-nun-naki me3 nam-dugud-ba in-ne-en-szub.ub-ba a-hu-szi-na lugal asz2-nun-naki lu2Xkar2 mi-ri-in-dab5-ba |
| D   | Год, когда царь Аби-ешу блистающие статуи … (= Аби-ешу Гб?) JCS 5 97b mu a-bi-e-szu-uh lugal-e alan si-si / alan gun3-gun3 |
| E   | Год, когда царь Аби-ешу [статуи из золота и] серебра MHET 2, 478 mu a-bi-e-szu-uh lugal-e ma … ku3-babbar-bi-da-ke4 |
| F   | Год, когда царь Аби-ешу Тигр … Нанна YOS 13 495 mu a-bi-e-szu-uh lugal-e dnanna id2-idigna |
| G   | Год, когда царь Аби-ешу из старых … CT 4 40c mu a-bi-e-szu-uh lugal-e u4-pi-da szesz |
| H   | Год, когда царь Аби-ешу сделал оружие из золота для Мардука TCL 1 177 mu a-bi-e-szu-uh lugal-e gisztukul ku3-sig17 dmarduk-ke4 mu-un-na-an-dim2 |

| I Вавилонская (аморейская) династия |                                                        |                       |
| Предшественник: Самсу-илуна         | царь Вавилона ок. 1712 — 1684 до н. э. (правил 28 лет) | Преемник: Амми-дитана |